# Toeraw
De stad Toeraw (Wit-Russisch: Тураў; Łacinka: Turaŭ) of Toerov (Russisch: Туров), tegenwoordig gelegen in de Wit-Russische oblast Homel werd gesticht aan het eind van de 10e eeuw. In vroegere tijden was het de hoofdstad van het vorstendom Toerov en stond er een groot fort, 70 kerkgebouwen, zes kloosters en vier kathedralen. Het is een van de oudste Slavische steden

## Kirill van Toeraw
Een van de meest beroemde historische figuren uit Toeraw is de sint en bisschop Kirill van Toeraw (1130-1182). Hij werd bisschop van de stad Toeraw in 1169. Hij is ook een van de vijftien Wit-Russische heiligen die geëerd worden door de Orthodoxe Kerk. Er staat een standbeeld ter herdenking van Kirill van Toeraw op de plek waar het voormalige fort stond, langs de oevers van de rivier de Pripjat.

## Toerisme
Het nabijgelegen Nationaal Park Pripjat is een belangrijke toeristische attractie. Een museum van het nationaal park bevindt zich in de stad Toeraw.

## Galerij

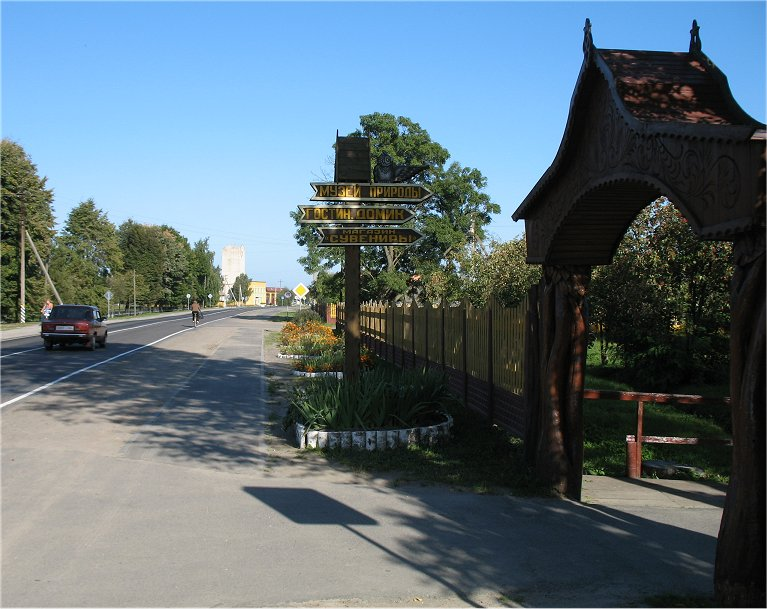
Museum van het Nationaal Park Pripjat in Toeraw.
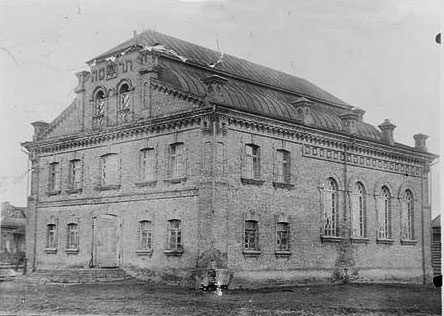
Een gebouw in de stad in het jaar 1910.
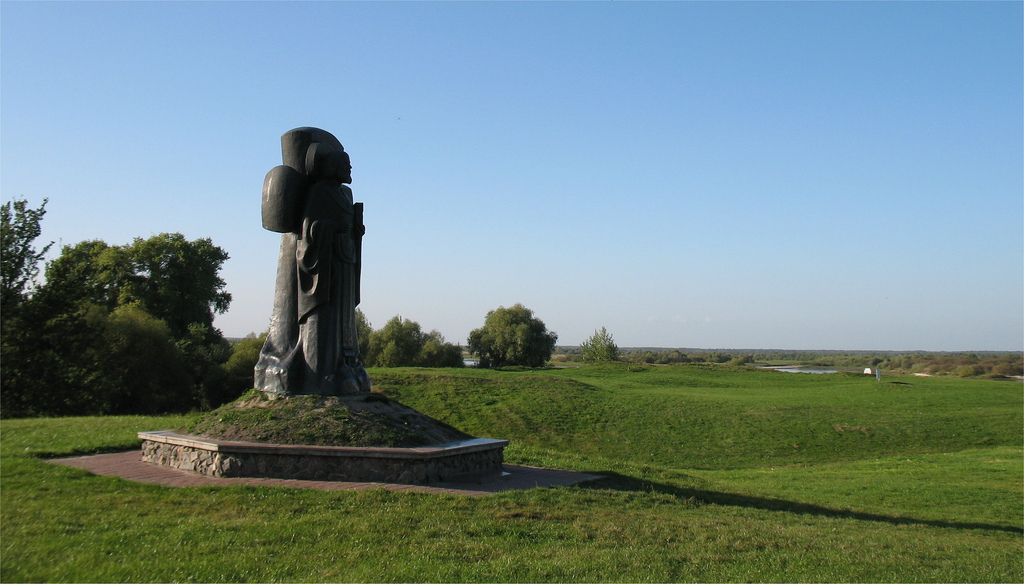
Standbeeld ter herdenking van Kirill van Toeraw (1130-1182).
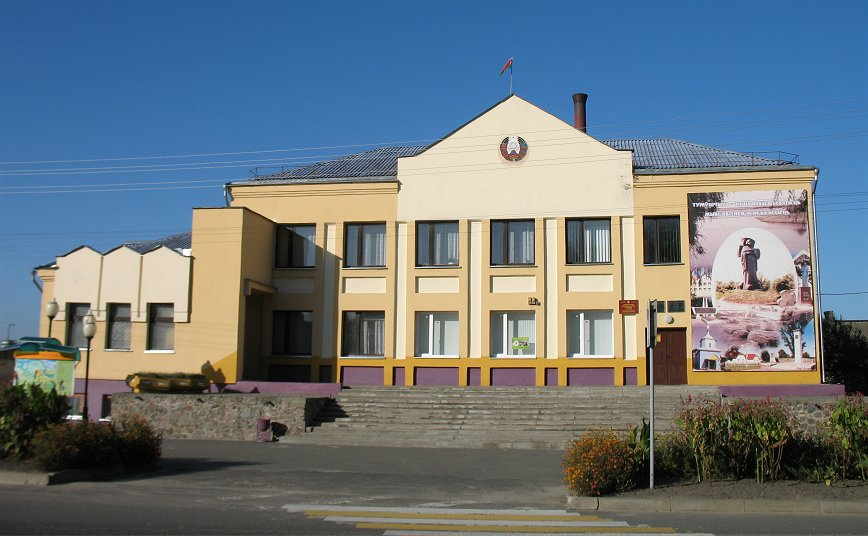
Gemeentehuis van de stad.